# Басейн Янцзи
Басейн Янцзи — річковий басейн, який входить до Східнокитайського моря, протікає територією Китайської Народної Республіки
Джерело Янцзи розташоване на захід від гори Геладандун Тангла, в східній частині Тибетського нагір'я на висоті близько 5600 м над рівнем моря.

## Характеристика
Площа басейну Янцзи становить 1 808 500 км².
Середня витрата води в гирлі становить приблизно 32 тис. м³/с, річний стік дорівнює 1070 км³.
Янцзи впадає в Східнокитайське море, утворюючи дельту площею близько 80 тис. км².